# Nico Rienks
Nicolaas Hessel (Nico) Rienks (Tiel, 1 februari 1962) is een voormalig olympisch kampioen roeien. Aan de Olympische Spelen deed hij vijf keer mee. Hij won tweemaal olympisch goud (Seoel, 1988 en Atlanta, 1996), eenmaal brons (Barcelona, 1992), een wereldtitel (Wenen, 1991) en driemaal zilver tijdens wereldkampioenschappen. Daarmee heeft hij de beste erelijst van Nederlandse roeiers.
Op 9 december 2005 kreeg Rienks uit handen van de voorzitter van NOC*NSF Erica Terpstra in de Oval Lingotto te Turijn, samen met kunstrijdster Sjoukje Dijkstra, judoka Anton Geesink en schaatser Ard Schenk de eerste Fanny Blankers-Koen Trofee uitgereikt.
Hij was aangesloten bij R.S.V.U. Okeanos en later Willem III in Amsterdam, fysioloog en heeft een eigen bedrijf, Rienks Arbodienst. Rienks is getrouwd met Harriet van Ettekoven; samen hebben zij twee zoons, Rik en Ralf, die eveneens actieve roeiers zijn.

## Roeicarrière

### Seoel 1988
Met Ronald Florijn won hij in Seoel goud in de dubbeltwee onder leiding van zijn coach Jan Klerks. Dit was niet alleen voor buitenstaanders een volkomen onverwachte overwinning. De coach van Rienks zei achteraf: " Als ik dit geweten had, was ik meegefietst in plaats van in de radiostudio te gaan zitten". Met deze medaille doet het Nederlandse roeien, sinds het goud van Jan Wienese (skiff) en het zilver van Harry Droog en Leendert van Dis (dubbel twee) in 1968, voor het eerst weer serieus mee op een Olympische Spelen.
Houten 1989

Voor zijn vereniging, RSVU Okeanos te Amsterdam, behaalde Nico Rienks het Gouden Blik in de Race der Oude Vieren tijdens de Varsity van 1989.

### Barcelona 1992
In 1992 deed hij samen met Henk-Jan Zwolle op de Olympische Spelen in Barcelona mee in de dubbeltwee. Samen met hem werd hij wereldkampioen in 1991. In Barcelona wonnen zij als enige Nederlandse roeideelnemers een medaille (brons).

### Atlanta 1996
Na Barcelona begonnen Rienks en Niels van der Zwan aan het project Holland Acht dat resulteerde in een gouden medaille op de Olympische Spelen van Atlanta. Rienks en Florijn waren de eerste roeiers sinds Jack Beresford in 1936 die zowel olympisch kampioen werden bij scullen als bij het boordroeien.

### Sydney 2000
Op de Olympische Spelen in Sydney deed Nico Rienks mee met de Holland Acht II. Hij werd achtste in de kleine finale.

## Alpe d'HuZes 2009
In 2009 deed Rienks mee aan Alpe d'HuZes onder de naam van het Radio 2-programma Team Knooppunt Kranenbarg.

## Palmares

### Roeien (skiff)
- 1985: 9e WK - 7.11,93
- 1987: 8e WK - 7.53,21

### Roeien (dubbel-twee)
- 1988:  OS - 6.21,13
- 1989:  WK - 6.24,68
- 1990: 8e WK 7.35,86
- 1991:  WK - 6.06,14
- 1992:  OS - 6.22,82

### Roeien (dubbel-vier)
- 1983: 8e WK - 6.01,15
- 1984: 9e OS - 6.12,41
- 1986: 5e WK - 5.53,62

### Roeien (acht met stuurman)
- 1993: 5e WK - 5.42,79
- 1994:  WK - 5.25,10
- 1995:  WK - 5.55,54
- 1996:  OS - 5.42,74
- 1999: 4e Wereldbeker I - 5.46,49
- 1999:  Wereldbeker III - 5.26,58
- 1999: 5e WK - 6.10,54
- 2000:  Wereldbeker I - 5.59,25
- 2000: 8e Wereldbeker III - 5.42,29
- 2000: 8e OS - 5.36,63

Mark Emke · 
Steven van Groningen · 
Frans Göbel · 
Nico Rienks
Ronald Florijn · 
Nico Rienks
Nico Rienks · 
Henk-Jan Zwolle
Michiel Bartman · 
Ronald Florijn · 
Koos Maasdijk · 
Nico Rienks · 
Diederik Simon · 
Niels van Steenis · 
Niels van der Zwan · 
Henk-Jan Zwolle · 
Jeroen Duyster (stuurman)
Geert Cirkel · 
Geert-Jan Derksen · 
Gerritjan Eggenkamp · 
Gijs Kind · 
Adri Middag · 
Peter van der Noort · 
Nico Rienks · 
Niels van der Zwan · 
Merijn van Oijen (stuurman)
1904: John Mulcahy & William Varley ·
1920: Paul Costello & John B. Kelly, Sr. ·
1924: Paul Costello & John B. Kelly, Sr. ·
1928: Paul Costello & Charles McIlvaine ·
1932: Kenneth Myers & Garrett Gilmore ·
1936: Jack Beresford & Leslie Southwood ·
1948: Richard Burnell & Bert Bushnell ·
1952: Tranquilo Cappozzo & Eduardo Guerrero ·
1956: Aleksandr Berkoetov & Joeri Tjoekalov ·
1960: Václav Kozák & Pavel Schmidt ·
1964: Oleg Tjoerin & Boris Doebrovsky ·
1968: Anatoli Sass & Aleksandr Timosjinin ·
1972: Aleksandr Timosjinin & Gennadi Korsjikov ·
1976: Frank Hansen & Alf Hansen ·
1980: Joachim Dreifke & Klaus Kröppelien ·
1984: Bradley Lewis & Paul Enquist ·
1988: Nico Rienks & Ronald Florijn ·
1992: Stephen Hawkins & Peter Antonie ·
1996: Agostino Abbagnale & Davide Tizzano ·
2000: Luka Špik & Iztok Čop ·
2004: Sébastien Vieilledent & Adrien Hardy ·
2008: David Crawshay & Scott Brennan ·
2012: Nathan Cohen & Joseph Sullivan  ·
2016: Martin Sinković & Valent Sinković ·
2020: Hugo Boucheron & Matthieu Androdias  ·
2024: Andrei Cornea & Marian Enache
1900: Carr & DeBaecke & Exley & Geiger & Hedley & Juvenal & Lockwood & Marsh & Abell ·
1904: Cresser & Gleason & Schell & Flanagan & Armstrong & Lott & Dempsey & Exley & Abell ·
1908: Gladstone & Kelly & Johnstone & Nickalls & Burnell & Sanderson & Etherington-Smith & Bucknall & Maclagan ·
1912: Burgess & Swann & Wormald & Horsfall & Gillan & Garton & Kirby & Fleming & Wells ·
1920: Jacomini & Graves & Jordan & Moore & Sanborn & Johnston & Gallagher & King & Clark ·
1924: Carpenter & Kingsbury & Lindley & Miller & Rockefeller & Sheffield & Spock & Wilson & Stoddard ·
1928: Stalder & Brinck & Frederick & Thompson & Dally & Workman & Caldwell & Donlon & Blessing ·
1932: Salisbury & Blair & Gregg & Dunlap & Jastram & Chandler & Tower & Hall & Graham ·
1936: Morris & Day & Adam & White & McMillin & Hunt & Rantz & Hume & Moch ·
1948: I. Turner & D. Turner & Hardy & Ahlgren & Butler & Brown & Smith & Stack & Purchase ·
1952: Shakespeare & Fields & Dunbar & Murphy & Detweiler & Proctor & Frye & Stevens & Manring ·
1956: Charlton & Wight & Cooke & Beer & Esselstyn & Grimes & Wailes & Morey & Becklean ·
1960: Rulffs & Schröder & F. Schepke & K. Schepke & von Groddeck & Hopp & Bittner & Lenk & Padge ·
1964: J. Amlong & T. Amlong & Budd & Clark & Cwiklinski & Foley & Knecht & Stowe & Zimonyi ·
1968: Meyer & Schreyer & Henning & Hottenrott & Ulbricht & Hirschfelder & Siebert & Ott & Tiersch ·
1972:  Hurt & Veldman & Joyce & Hunter & Wilson & Earl & Coker & Robertson & Dickie ·
1976: Baumgart & Döhn & Klatt & Lück & Wendisch & Kostulski & Karnatz & Prudöhl & Danielowski ·
1980: Krauß & Koppe & Kons & Friedrich & Doberschütz & Karnatz & Dühring & Höing & Ludwig ·
1984: Turner & Neufeld & Evans & Main & Steele & Evans & Crawford & Horn & McMahon ·
1988: Maennig & Möllenkamp & Mellinghaus & Schultz & Wessling & Eichholz & Domian & Rabe & Klein ·
1992: Wallace & Robertson & Forgeron & Barber & Marland & Rascher & Crosby & Porter & Paul ·
1996: Zwolle & Simon & Bartman & Maasdijk & Van der Zwan & Van Steenis & Florijn & Rienks & Duyster ·
2000: Lindsay & Hunt-Davis & Dennis & Attrill & Grubor & West & Scarlett & Trapmore & Douglas ·
2004: Read & Allen & Ahrens & Hansen & Deakin & Beery & Hoopman & Volpenhein & Cipollone ·
2008: Light & Rutledge & Byrnes & Wetzel & Howard & Seiterle & Kreek & Hamilton & Price ·
2012: Adamski & Kuffner & Johannesen & Reinelt & Schmidt & Müller & Mennigen & Wilke & Sauer ·
2016: Durant & Ransley & Triggs Hodge & Gotrel & Reed & Bennett, Langridge & Satch & Hill ·
2020: Mackintosh & Bond & Murray & Brake & Williamson & Wilson & Kirkham & Macdonald & Bosworth ·
2024: Bolding & Carnegie & Gibbs & Ford & Dawson & Elwes & Digby & Rudkin & Brightmore